# Bob de Moor
Bob de Moor je psevdonim Roberta Fransa Marie De Moorja (20. december 1925 – 26. avgust 1992), belgijskega striparja. Po navadi kot umetnik, velja za zgodnjega mojstra sloga Ligne claire. Sam je napisal in narisal več serij stripov, sodeloval pa je tudi s Hergéjem v več albumih Tintina in njegovih pustolovščin. Zaključil je nedokončano zgodbo Tri formule profesorja Satóa, 2. zvezek: Mortimer proti Mortimerju iz serije Blake in Mortimer, po smrti avtorja Edgarja P. Jacobsa.

## Biografija
Bob de Moor je pri treh ali štirih začel risati s svinčnikom. Živel je v pristaniškem mestu, kjer je razvil veliko zanimanje za risanje jadrnic, kar ga je pripeljalo do profesionalne kariere s svojo serijo Cori, de Scheepsjongen in drugim delom. Po študiju na Akademiji za likovno umetnost v Antwerpnu je De Moor kariero začel v animacijskem studiu Afim. Njegov prvi album je bil leta 1944 napisan za "De Kleine Zondagsvriend".
V začetku marca 1951, začenši z Odpravo na Luno, je začel sodelovati s Hergéjem na Tintinovih albumih in s Tintinom povezanim gradivom, ki je vključevalo obsežno delo na študijah skic, oblikovanju ozadji, razporeditvi in na koncu animiranih filmov.
Njegov sodelavec Jacques Martin je trdil, da je de Moor imel izredno zmožnost, da se je lahko prilagodil slogom drugih. To se je pokazalo v brezhibni povezanosti z Hergéjevim slogom in tudi v njem, ko so ga občasno prosili, naj dokonča delo drugih umetnikov.
De Moor je ilustriral naslovnico albuma "A World of Machines" (1982) belgijske skupine The Machines.
Njegov sin Johan de Moor je tudi karikaturist in je dokončal očetov zadnji album, peti v seriji Cori le Moussaillon po očetovi smrti.